# Billy Porter
Billy Porter (ur. 21 września 1969) – amerykański aktor, piosenkarz i pisarz.
W 2013 otrzymał nagrodę Tony dla najlepszego aktora w musicalu Kinky Boots. Za tę samą rolę Porter zdobył także nagrodę Drama Desk Award i Outer Critics Circle dla najlepszego aktora w musicalu. W 2014 roku Porter zdobył nagrodę Grammy za najlepszy album teatru muzycznego za Kinky Boots. Porter zagrał we wszystkich trzech sezonach serialu Pose, za który był nominowany do Złotego Globu i zdobył nagrodę Primetime Emmy w 2019 roku dla najlepszego aktora  pierwszoplanowego w serialu dramatycznym, stając się pierwszym czarnoskórym gejem, który został nominowany i wygrał dowolną główną kategorię aktorską w Primetime Emmys.
W 2020 roku Porter znalazł się na liście 100 najbardziej wpływowych ludzi magazynu Time.

## Filmografia

### Film
- 1996: Twisted jako Siniqua
- 1996: Zmowa pierwszych żon (The First Wives) jako wokalista w klubie
- 1997: Anastazja (Anastasia) jako różne głosy
- 2000: Stażystka (The Intern) jako Sebastian Niederfarb
- 2000: Liga złamanych serc (The Broken Hearts Club: A Romantic Comedy) jako Taylor
- 2004: Czekając na cud (Noel) jako Randy
- 2014: Upokorzenie (The Humbling) jako Prince
- 2020: Jak boss (Like a Boss) jako Barrett
- 2021: Kopciuszek (Cinderella) jako Wróżka chrzestna

### Telewizja
- 1998: Inny świat (Another World) jako Billy Rush
- 1999: Shake, Rattle and Roll: An American Love Story jako Little Richard
- 2004: Prawo i porządek (Law & Order) jako Greg Ellison
- 2007–12: So You Think You Can Dance jako wykonawca
- 2012: Słowo na R (The Big C) jako Eric
- 2013: Prawo i porządek: sekcja specjalna (Law & Order: Special Victims Unit) jako Jackie Walker
- 2013: Land of Lola: Backstage at Kinky Boots jako gospodarz
- 2014: Christmas at Rockefeller Plaza jako wykonawca
- 2015: Billy Porter: Broad & Soul jako wykonawca
- 2016: The Get Down jako DJ Malibu
- 2018–21: Pose jako Pray Tell
- 2018: American Horror Story: Apokalipsa (American Horror Story: Apocalypse) jako Behold Chablis
- 2019: Saturday Night Live jako on sam
- 2020: Simpsonowie (The Simpsons) jako Desmond
- 2020: The Twilight Zone jako Keith
- 2020: Saturday Night Seder jako on sam
- 2021: That Damn Michael Che jako Atomic Twan / Security Guard
- 2021: Middlemost Post jako Recycle King
- 2021: Gossip Girl jako on sam
- 2021: The Proud Family: Louder and Prouder jako Randall Leibowitz-Jenkins (głos)

## Dyskografia

### Albumy
- 1997: Billy Porter (DV8/A&M Records)[5]
- 2005: At the Corner of Broadway + Soul (Sh-K-Boom Records)[5]
- 2014: Billy's Back on Broadway (Concord Music Group)[5]
- 2017: Billy Porter Presents the Soul of Richard Rodgers (Masterworks Broadway)[6]

### Single
- 1997: "Show Me"/"What Iz Time"
- 2005: "Awaiting You"/"Time" (Live) (Sh-K-Boom Records)
- 2017: "Edelweiss"
- 2019: "Love Yourself"
- 2020: "For What It's Worth"
- 2020: The Shapeshifters feat. Billy Porter "Finally Ready"
- 2021: "Children"